# Alajärvi (sjö i Finland, Lappland, lat 66,72, long 26,68)
Alajärvi är en sjö i Finland. Den ligger i kommunen Rovaniemi i landskapet Lappland, i den norra delen av landet, 700 km norr om huvudstaden Helsingfors. Alajärvi ligger 183,6 meter över havet. Den är 8,3 meter djup. Arean är 57,4 hektar och strandlinjen är 6,66 kilometer lång. Sjön  ingår i Kemi älvs huvudavrinningsområde. 